# Јован Рукослав
Јован (негде Јоан) Рукослав је био српски књижевник и преводилац крајем 18. века и почетком 19. века у Сентандреји у Аустријском царству. Преводио је на српски језик дела Плутарха штампана у Будиму 1808. године. Нема много података о њему, спомиње се у књизи Рапсодије из прошлог српског живота – мемоарима књижевника Јакова Игњатовића, а поред њега спомиње се и Андрија Рукослав, његов унук, питомац Текелијанума 1839. године који је био писар у адвокатској канцеларији Ј. Игњатовића. Сачуван је његов спис о мађарском праву.